# Aquaman
Aquaman – fikcyjna postać, superbohater, występujący w komiksach publikowanych przez DC Comics, oraz w wszelkich adaptacjach bazujących na tych komiksach. Aquaman został stworzony przez scenarzystę Morta Weisingera i rysownika Paula Norrisa, zadebiutował on w magazynie More Fun Comics vol.1 #73 (listopad 1941). Postać doczekała się wielu zmian, z czego jego późniejsze wcielenie w dużej mierze, było inspirowane występującą we wczesnych publikacjach Marvel Comics postacią Sub-Marinera, który zadebiutował w komiksie Marvel Comics vol.1 #1 (1939), jak również superbohaterem znanym jako The Shark, którego przygody ukazywały się od 1939 roku na łamach magazynu Amazing-Man Comics.
Oryginalnie (w More Fun Comics vol.1 #73) był zwykłym człowiekiem, synem badacza morza, który w wyniku eksperymentu przeprowadzonego na nim, zyskał moc życia pod wodą, aby mógł odkryć tajemnice związane ze starożytną cywilizacją Atlantydy. Późniejsza geneza postaci została znaczne zmieniona. W komiksie Adventure Comics vol. 1 #260 (maj 1959), ukazano go jako bohatera pod nazwiskiem Arthur Curry, będącego synem latarnika i wygnanej z Atlantydy kobiety. Początkowo bohater był postacią drugoplanową w komiksach DC, jednak później zaczęto wydawać osobne komiksy o Aquamanie. W późnych latach 50. i 60. XX wieku, określanych jako Srebrna Era Komiksu, Aquaman był jednym z założycieli głównej drużyny superbohaterów DC Comics - Justice League. Kolejny raz jego geneza została napisana na nowo przez Petera Davida w wydanej w 1990 roku serii The Atlantis Chronicles, gdzie został przedstawiony jako król Atlantydy, noszący imię Orin, a jego rodzicami byli atlantydzka królowa Atlanna i półbóg o imieniu Atlan.
Aquaman znany jest jako superbohater mogący żyć pod wodą, zdolny płynąć z prędkością 100 mil na godzinę i komunikować się telepatycznie  z oceanicznymi formami życia. Przez dekady jego strój składał się z pomarańczowej tuniki, czarnych kąpielówek, oraz zielonych rękawic i legginsów. W ostatnich latach coraz częściej za broń zaczął służyć mu trójząb, kojarzony powszechnie z greckim Posejdonem, bądź rzymskim Neptunem. Znany pod przydomkiem King of the Seven Seas (pol. Król Siedmiu Mórz), jest jednym z głównych członków Justice League.
Postać Aquamana gościła również w serialach aktorskich, serialach i filmach animowanych, a także grach komputerowych. W serialu telewizyjnym Tajemnice Smallville (Smallville) w jego postać wcielił się amerykański aktor model i wokalista - Alan Ritchson. Stacja The CW planowała także ruszyć z emisją oddzielnego serialu Aquaman z Justinem Hartleyem (późniejszy odtwórca Green Arrowa w Tajemnice Smallville) w roli tytułowej, jednak nie doszło nawet do emisji pilota serialu, który później mógł być ściągany z iTunes. Wytwórnia filmowa Warner Bros. wielokrotnie ogłaszała plany nakręcenia aktorskiego filmu o Aquamanie. Aquaman po raz pierwszy pojawił się na dużym ekranie w filmie Batman v Superman: Świt sprawiedliwości (Batman v Superman: Dawn of Justice), a odtwórcą jego roli został Jason Momoa. W 2017 roku Aquaman wystąpił w filmie Liga Sprawiedliwości jako członek grupy superbohaterów o tej samej nazwie. Solowy film z Aquamanem miał premierę pod koniec 2018 r.
W zestawieniu 100 największych komiksowych bohaterów serwisu internetowego IGN, zajął on 52. miejsce.